# Von Neumann (cràter)

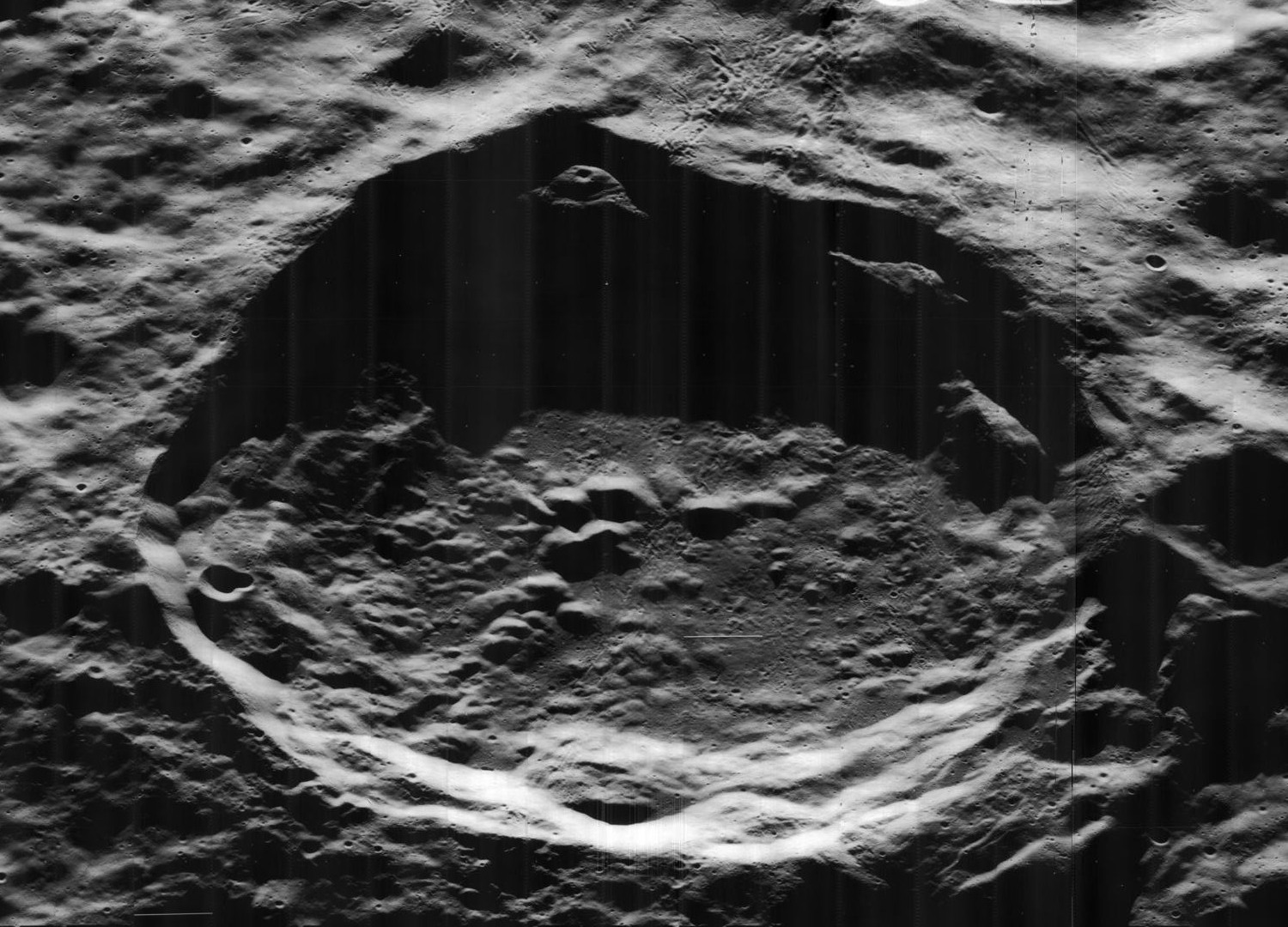
Imatge obliqua de la missió Lunar Orbiter 5

Von Neumann és un cràter d'impacte que pertany a la cara oculta de la Lluna, situat en l'hemisferi nord. Està pràcticament unit a la vora sud-sud-est de la plana emmurallada del cràter Campbell. El cràter Ley està unit a la riba nord-est de Von Neumann, parcialment recobert per les seves rampes exteriors. A l'oest es troba el prominent cràter Wiener, i al sud-sud-oest apareix Nikolayev.

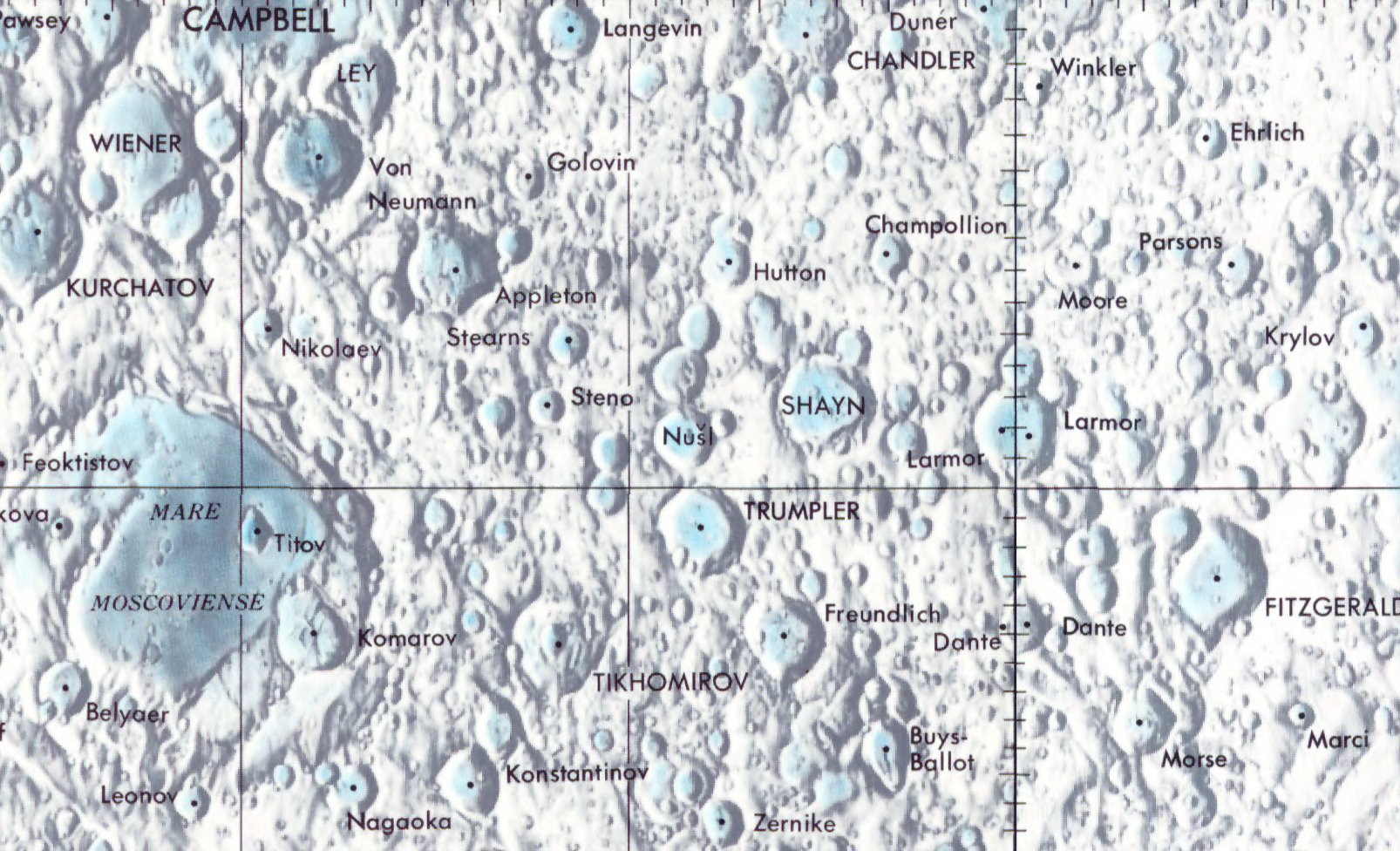
Localització de Von Neumann (centro del cuadrante superior izquierdo de la imagen).

Aquest cràter té una paret interior ampla, amb múltiples talusos terraplenats. La grossor de la paret interior varia al voltant del perímetre, amb la secció més ampla cap al sud. Presenta un cert declivi en la paret interior cap al nord-oest, on la vora s'acosta més a Campbell. L'estret passadís situat entre aquests dos cràters és rugós i irregular, igual que el terreny restant que envolta el cràter. La vora posseeix un tram més o menys rectilini en el costat sud-oest, però és aproximadament circular en conjunt.
El sòl interior és gairebé pla i anivellat en el costat occidental. Una petita sèrie de crestes discorren des del sud fins a la vora nord del sòl, més irregular en la meitat oriental. L'interior del cràter no conté impactes resenyables i en general els seus costats no estan erosionats.